# Коста Инфериоре-Супериоре (Савона)
Коста Инфериоре-Супериоре је насеље у Италији у округу Савона, региону Лигурија.
Према процени из 2011. у насељу је живело 84 становника. Насеље се налази на надморској висини од 178 м.